# Bisphénol S
Pour les articles homonymes, voir BPS.
Le bisphénol S, couramment abrégé BPS, appelé aussi 4,4'-sulfonyldiphénol, est un composé chimique de formule (C6H4OH)2SO2 de la famille des bisphénols. Il présente ainsi deux fonctions phénol –C6H4OH de part et d'autre d'un sulfonyle –SO2– et est souvent utilisé comme réactif dans les réactions époxydiques, notamment les colles époxyde à prise rapide.

## Histoire industrielle

Inscription figurant au verso d'un ticket de caisse.

Le BPS semble avoir été inventé il y a largement plus d'un siècle (1869 comme encre, mais il est devenu aujourd'hui un produit omniprésent dans notre environnement où les plastifiants chimiques sont très utilisés ; notamment parce qu'il a remplacé le Bisphénol A, même si rien ne prouve qu'il soit moins dangereux.

## Préparation
Le bisphénol S peut être préparé par sulfonation du phénol : on fait réagir deux équivalents de phénol C6H5OH avec un équivalent d'acide sulfurique H2SO4 :
2 C6H5OH + H2SO4 → (C6H4OH)2SO2 + 2 H2O.
Cependant, cette réaction produit également l'isomère 2,4'-sulfonyldiphénol :

## Risques pour l'environnement et la santé publique
Le bisphénol S est désormais couramment utilisé alternative au Bisphénol A comme plastifiant, à la suite des interdictions généralisées du bisphénol A (BPA) classé en substance "extrêmement préoccupante" depuis 2017 car "à l'origine probable d'effets graves sur la santé humaine, soulevant un niveau équivalent de préoccupation aux substances cancérogènes, mutagènes ou reprotoxiques".
En Europe, il est selon l'INERIS le seul produit autorisé dans les plastiques et articles « destinés à être en contact avec les aliments, avec un taux de migration de 0,05 mg/kg (règlement 10/2011 de la Commission). Les autres bisphénols ne sont pas cités par ce règlement et sont donc interdits dans les matières plastiques et articles destinés à être en contact avec les aliments ». Mais dès les années 2010, des publications scientifiques montrent ou suggèrent que tout comme le BPA, le BPS est clairement aussi un perturbateur endocrinien,,, même à faible dose. Ceci est dû à la présence du groupe hydroxy sur le noyau benzénique. Ce fragment phénol permet au BPA et au BPS d'imiter l'estradiol. Dans une recherche faite dans l'urine humaine au tout début des années 2000 (bien avant qu'il ne soit un susbstitut au bisphénol A), 81% des échantillons testés révélaient déjà une présence de SPB, un taux comparable à ce qui était trouvé pour le BPA (retrouvé dans 95% des échantillons d'urine humaine),. Une autre étude ayant porté sur les tickets de caisse a conclu que 88% de l'exposition humaine au BPS pourrait être due au contact avec ces tickets de caisse. On soupçonne au moins depuis le début des années 2010 qu'il puisse poser problème dans l'environnement, aquatique notamment,. Il se montre capable de perturber le métabolisme du glucose chez le poisson Danio rerio. In vitro et in vivo, il s'est montré capable de perturber la thyroïde.
Le recyclage du papier thermique peut introduire le BPS dans le cycle de production du papier et provoquer la contamination par le BPS d'autres types de produits en papier. Une étude récente a montré la présence de BPS dans plus de 70% des échantillons de déchets de papier ménagers, indiquant potentiellement une propagation de la contamination par le BPS par le recyclage du papier.
Le BPS résiste mieux à la dégradation de l'environnement que le BPA et, bien qu'il ne soit pas persistant, ne peut pas être qualifié de facilement biodégradable,.
On en a aussi récemment retrouvé dans des laits pour bébé
En 2019, alors que le bisphénol S est présent dans une très grande variété de produits de consommation courante dans le monde entier, un consensus scientifique confirme que le bisphénol S montre lui aussi une activité œstrogénique (similaire au bisphénol A), son seul « avantage » pour les producteurs étant que son utilisation échappe à l'interdiction légale sur le bisphénol A et permet aux produits contenant du bisphénol S d'être étiquetés « sans BPA ».
En 2016, malgré les incertitudes concernant la toxicité du bisphénol S, le Dr Patrice Halimi, secrétaire général de l'Association santé environnement France (ASEF), a déclaré : « On a remplacé la peste par le choléra ! Le bisphénol S moins connu et surtout moins médiatisé, n'effraie pas le consommateur et n'est pas dans le viseur de la loi. Les industriels ne sont même pas tenus d'afficher qu'ils en ont utilisé ! ».
En 2019 une étude française (conduite par l'école vétérinaire de Toulouse et le laboratoire Toxalim de l'INRA, avec l'université de Montréal (Québec) et celle de Londres) conclue en outre que le bisphénol S persiste chez le porcelet bien plus longtemps et s'y accumule à des taux plus élevées que le bisphénol A. Précisément, il persiste « trois fois et demi plus de temps dans l'organisme que le bisphénol A. Plus de 99% du bisphénol A est inactivé par le foie lorsqu'il est ingéré par voie orale. Il circule donc en faible quantité dans l'organisme grâce au foie qui nous protège. En revanche, le foie n'élimine que 41% du bisphénol S ». In fine, la concentration de BPS dans le sang est environ 250 fois supérieure à celle du BPA. Le porcelet est utilisé comme espèce modèle pour ce type d'étude car son système digestif est très proche de celui des humains.